# Kościan
Kościan (uttalas ˈkɔɕt͡ɕan, tyska Kosten) är huvudstad i Powiat kościański i Storpolens vojvodskap i Polen. Staden har en yta på 8,79 km2, och den hade 23 949 invånare år 2014.

## Vänorter
- Alzey, Tyskland (från år 1990)[2]
- Istra, Ryssland (2001)[3]
- Krimpen aan den IJssel, Nederländerna (1994)[4]
- Nederlek, Nederländerna (1994)[5]
- Rakovník, Tjeckien (2005)[6]
- Wernshausen, Tyskland (since 1996)[7]

## Kända personer från Kościan
- Bartosz Jurecki, handbollsspelare

Författaren Maciej Zarembas födelsestad.